# جراردو کاررا
جراردو کاررا (انگلیسی: Gerardo Carrera؛ زادهٔ ۵ مارس ۱۹۸۷) بازیکن فوتبال اهل اسپانیا است.
از باشگاه‌هایی که در آن بازی کرده‌است می‌توان به باشگاه فوتبال آلکورکون، باشگاه فوتبال لاس پالماس، و باشگاه فوتبال مالاگا اشاره کرد.